# Tías (kommunhuvudort)
Tías är en kommunhuvudort i Spanien.   Den ligger i provinsen Provincia de Las Palmas och regionen Kanarieöarna, i den sydvästra delen av landet, 1 600 km sydväst om huvudstaden Madrid. Tías ligger 177 meter över havet och antalet invånare är 19 849. Den ligger på ön Lanzarote.
Terrängen runt Tías är platt österut, men västerut är den kuperad. Havet är nära Tías åt sydost. Närmaste större samhälle är Arrecife, 9,5 km öster om Tías. Runt Tías är det i huvudsak tätbebyggt.